# Artur Górski (oficer)
Artur Włodzimierz Górski (ur. 13 września 1879 w majątku Pinsków na Ziemi Radomskiej, zm. 1939) – pułkownik saperów i piechoty Wojska Polskiego, działacz niepodległościowy, kawaler Orderu Virtuti Militari.

## Życiorys
Artur Włodzimierz Górski syn powstańca z 1863, ukończył gimnazjum w Radomiu, wykształcenie politechniczne otrzymał w Warszawie, a wojskowe w Kijowie.
W latach 1901–1905 brał udział w wojnie rosyjsko-japońskiej. Od 1914 r.  dowodził kompanią saperów, walczącą m.in. na Froncie Rumuńskim. 11 maja  1918 r. został dowódcą  2 pułku inżynieryjnego w II Korpusie Polskim na Wschodzie, dowodził pułkiem podczas bitwy pod Kaniowem.
Od 11 listopada 1918 r. znajdował się w szeregach Wojska Polskiego; został przydzielony do 1 pułku inżynieryjnego. Dowodził od 20 listopada 1918 roku II batalionem saperów, przemianowanym na III batalion saperów. W styczniu 1919 został tymczasowym dowódcą 1 pułku inżynieryjnego za ppłk. Jana Skorynę. Od kwietnia 1919 r. był szefem inżynierii i saperów w dowództwach Frontu Litewsko-Białoruskiego, 4 Armii i Frontu Północno-Wschodniego. W przededniu Bitwy Warszawskiej 1920 r. dowodził grupą saperską, która fortyfikowała Węgrów i Dęblin. Następnie od sierpnia 1920 r. pełnił stanowisko szefa inżynierii i saperów: Frontu Północnego, a od listopada 1920 do lutego 1921 r. w 3 Armii w Grodnie i w dowództwie 3 Dywizji Piechoty Legionów w Święcianach.
W maju 1921 r. wraz z prawie całym swoim sztabem przybył do Dęblina z jego składu i batalionu zapasowego nr 2 sformował dowództwo 2 pułku saperów. Od czerwca 1921 do końca 1922 r. był dowódcą 2 pułku Saperów Kaniowskich w Puławach. Następnie dowodził 7 pułkiem Saperów Wielkopolskich w Poznaniu, gdzie współtworzył Wojskowy Klub Wioślarski w Poznaniu. 29 grudnia 1925 roku ogłoszono jego przeniesienie do 29 pułku Strzelców Kaniowskich w Kaliszu. Później został przeniesiony do korpusu oficerów piechoty. 11 czerwca 1927 roku został przeniesiony do Korpusu Ochrony Pogranicza i mianowany dowódcą 6 Brygady Ochrony Pogranicza w Wilnie. W lutym 1929 roku został zwolniony ze stanowiska dowódcy brygady, a z dniem 30 września tego przeniesiony w stan spoczynku. Po zwolnieniu z wojska został administratorem dóbr Zawieprzańskich (Korczewia. Miednika Międzyleskiego) Krystyna Ostrowskiego.
W 1934 roku pozostawał w ewidencji Powiatowej Komendy Uzupełnień Chełm z przydziałem mobilizacyjnym do Korpusu Oficerów Piechoty. Był wówczas „przewidziany do użycia w czasie wojny”. Zginął we wrześniu 1939 roku w niewyjaśnionych okolicznościach (być może podczas bombardowania Lublina lub przez omyłkę z ręki polskich żołnierzy, gdy rozmawiał z Niemcami w majątku Jawidz). Spoczywa na cmentarzu w Kijanach.

## Awanse
- kapitan – ze starszeństwem z dniem 7 listopada 1918[12]
- major – 1920 ze starszeństwem z dniem 1 kwietnia 1920[13]
- pułkownik – 1922 ze starszeństwem z dniem 1 czerwca 1919[14]

## Ordery i odznaczenia
- Krzyż Srebrny Orderu Wojskowego Virtuti Militari nr 5005 (1922)[15]
- Krzyż Niepodległości (9 października 1933)[16]
- Krzyż Walecznych (dwukrotnie: 1921 i 1922)[17][18]
- Złoty Krzyż Zasługi (30 grudnia 1924)[19][20]
- Medal Zwycięstwa („Médaille Interalliée”) (1922)[21]